# 2004년 하계 올림픽 육상 남자 400m 릴레이
2004년 하계 올림픽 육상 남자 400m 릴레이 경기는 2004년 8월 27일부터 8월 28일까지 아테네 올림픽 스타디움에서 열렸다. 16개 팀은 2개의 조 예선에서 경기를 치렀다. 각 조에서 첫번째 3개 팀과 2개 팀 중에서 가장 빠른 팀이 결선에 진출했다.

## 경기 일정
모든 경기 시간은 그리스 표준시 기준이다 (UTC+2)
| 날짜                   | 경기시간 | 라운드  |
| ---------------------- | -------- | ------- |
| 2004년 8월 27일 금요일 | 20:10    | 1라운드 |
| 2004년 8월 28일 토요일 | 21:45    | 결선    |

## 경기 결과

### 1라운드

#### 1조
| 순위 | 레인 | 국적              | 선수                                                                       | 경기시간 | 참고  |
| ---- | ---- | ----------------- | -------------------------------------------------------------------------- | -------- | ----- |
| 1    | 2    | 나이지리아        | 올루소지 파수바, 우첸나 에메돌루, 아론 에그벨레, 데지 알리우               | 38.27    | Q, SB |
| 2    | 1    | 폴란드            | 즈비그니에프 툴린, 루카슈 히와, 마르친 예드루신스키, 마르친 우르바스       | 38.47    | Q, SB |
| 3    | 7    | 오스트레일리아    | 애덤 바실, 폴 벨라, 패트릭 존슨, 조시 로스                                 | 38.49    | Q, SB |
| 4    | 3    | 트리니다드 토바고 | 니콘노르 알렉산데르, 마르크 부른스, 아토 볼돈, 다렐 브로운                 | 38.53    | q, NR |
| 5    | 4    | 일본              | 츠치에 히로야스, 스에츠구 신고, 타카히라 신지, 아사하라 노부하루           | 38.53    | q     |
| 6    | 5    | 독일              | 로니 오소트발트, 토비아스 운거, 알렉산더 코센코프, 틸 헬름케               | 38.64    |       |
| 7    | 8    | 캐나다            | 니콜라스 마크로조나리스, 앤슨 헨리, 찰스 앨런, 피에르 브라운               | 38.64    | SB    |
| 8    | 6    | 러시아            | 알렉산드르 리야보프, 올레그 세르게예프, 세르게이 비치코프, 안드레이 예피신 | 39.19    |       |

#### 2조
| 순위 | 레인 | 국적     | 선수                                                                   | 경기시간 | 참고  |
| ---- | ---- | -------- | ---------------------------------------------------------------------- | -------- | ----- |
| 1    | 6    | 미국     | 숀 크로퍼드, 다비스 패튼, 코비 밀러, 모리스 그린                       | 38.02    | Q     |
| 2    | 1    | 영국     | 제이슨 가드너, 대런 캠벨, 말런 데버니시, 마크 레위스                   | 38.53    | Q, SB |
| 3    | 8    | 브라질   | 클라우디오 소우자, 에드손 리베이로, 안드레 다 실바, 비센테 데 리마     | 38.64    | Q     |
| 4    | 2    | 자메이카 | 드위트 토머스, 패트릭 자레트, 윈스턴 스미스, 마이클 프라터             | 38.71    | SB    |
| 5    | 5    | 이탈리아 | 마르코 토리에리, 시모네 콜리오, 마시밀리아노 도나티, 마우리지오 체쿠치 | 38.79    |       |
| 6    | 7    | 가나     | 크리스티안 은시아, 탄코 브라이마, 아지즈 자카리, 레오나르드 밀레스     | 38.88    | SB    |
| 7    | 4    | 프랑스   | 아이메 은테페, 로날드 포뇽, 프레데리크 크란츠, 다비드 알레르트         | 38.93    |       |
|      | 3    | 네덜란드 | 티모시 베크, 트로이 도우글라스, 파트리크 반 발콤, 카이민 도우글라스    | DNF      |       |

### 결선
| 순위 | 레인 | 국적              | 선수                                                                 | 경기시간 | 참고 |
| ---- | ---- | ----------------- | -------------------------------------------------------------------- | -------- | ---- |
| 1    | 3    | 영국              | 제이슨 가드너, 대런 캠벨, 말런 데버니시, 마크 레위스                 | 38.07    | SB   |
| 2    | 5    | 미국              | 숀 크로퍼드, 저스틴 개틀린, 코비 밀러, 모리스 그린                   | 38.08    |      |
| 3    | 4    | 나이지리아        | 올루소지 파수바, 우첸나 에메돌루, 아론 에그벨레, 데지 알리우         | 38.23    | SB   |
| 4    | 7    | 일본              | 츠치에 히로야스, 스에츠구 신고, 타카히라 신지, 아사하라 노부하루     | 38.49    |      |
| 5    | 6    | 폴란드            | 즈비그니에프 툴린, 루카슈 히와, 마르친 예드루신스키, 마르친 우르바스 | 38.54    |      |
| 6    | 1    | 오스트레일리아    | 애덤 바실, 폴 벨라, 패트릭 존슨, 조시 로스                           | 38.56    |      |
| 7    | 8    | 트리니다드 토바고 | 니콘노르 알렉산데르, 마르크 부른스, 아토 볼돈, 다렐 브로운           | 38.60    |      |
| 8    | 2    | 브라질            | 클라우디오 사우자, 에드손 리베이로, 안드레 다 실바, 비센데 데 리마   | 38.67    |      |